# Hannes Haubitz
Johannes „Hannes“ Haubitz (* 15. September 1956 in Klagenfurt, Kärnten) ist ein österreichischer Fußballtrainer und ehemaliger -spieler auf der Position eines Abwehrspielers.

## Werdegang
Haubitz spielte praktisch durchgehend bis 1985 bei Austria Klagenfurt, denn er gehörte der Mannschaft auch in der „2. Division“ an. Ab Sommer 1985 ging er noch eine Stufe tiefer in die „Kärntner Liga“ zum Friesacher AC. Am 13. Dezember 1993 wurde er Trainer bei Austria Klagenfurt, wo es bis zu diesem Zeitpunkt viele Trainerwechsel gegeben hat. Am 2. Februar 1997 wurde er von einem ehemaligen Klubkollegen, u. zw. Walter Schoppitsch, abgelöst. Einige Zeit später übernahm er das Traineramt beim ASK Klagenfurt, mit dem er 2000/01 Meister der Kärntner Liga wurde; der ASK spielte danach in der Regionalliga unter der Bezeichnung „ASK/FCK“ als Satellitenklub des FC Kärnten. Am 19. September 2002 wurde Haubitz – als Nachfolger von Heinz Hochhauser – erstmals Trainer des FC Kärnten, doch nur für eine Woche; danach holte der Verein den Ex-Schalker-Nationalspieler Rüdiger Abramczik; am 27. März 2003 wurde aber auch dieser abgelöst – und wieder wurde Haubitz installiert.  Nun dauerte seine Amtszeit bis 27. Oktober 2003, als er wegen Erfolglosigkeit gehen musste. Nach nur kurzer Zeit übernahm er am 10. November das Traineramt bei den sich auch in sportlichen Schwierigkeiten befindlichen Verein BSV Juniors Villach, ohnehin einem auch mit dem FC Kärnten in Verbindung stehenden Klub. Dort blieb er bis Saisonende im Juni 2004; den sportlichen Abstieg konnte er nicht verhindern (der Klub wurde wegen finanzieller Probleme bald danach aufgelöst). Danach wurde er noch ab Juli 2005 für vier Jahre Trainer in der unter der Obhut des „Kärntner Fußballverbands“ beim FC Kärnten bzw. dessen Nachfolgeklub SK Austria Kärnten geführten Fußball-Akademie.
Privat war Haubitz lange bei der Wohnbaugenossenschaft „Heimat“ beschäftigt, ehe er den Dienst wegen seines Traineramtes beim FC Kärnten quittierte.